# Phil Goss
Phillip Alexander Goss, detto Phil (Temple Hills, 7 aprile 1983), è un ex cestista e allenatore di pallacanestro statunitense.

## Caratteristiche tecniche
Sebbene tipica combo-guard per indole, capacità e propensione al tiro, Phil Goss ha taglia da playmaker più che da guardia.
Si caratterizza per eccellente ball handling,velocità di piedi e propensione ad un gioco veloce, con precisione al tiro sia nel pitturato che nel tiro da tre punti anche in stepback. Sebbene "undersized", come guardia pura riesce sovente a compensare la non elevata statura con un notevole atletismo, che gli consente di avere anche discrete percentuali al rimbalzo. Molto carismatico, tanto da ricevere i gradi di capitano della Virtus Roma dopo la partenza di Luigi Datome, talvolta sembra rallentare il proprio ritmo durante la gara per poi accendersi improvvisamente nelle parti più critiche dei match. Resta nella memoria dei tifosi della Virtus Roma un'indimentacabile finale di gara 6 delle semifinali scudetto dei play-off della Lega Basket serie A stagione 2012-13 contro la Pallacanestro Cantù, in cui con una superba prestazione nel finale di un'accesissima partita permise ai capitolini di espugnare un infuocato Pianella.

## Carriera

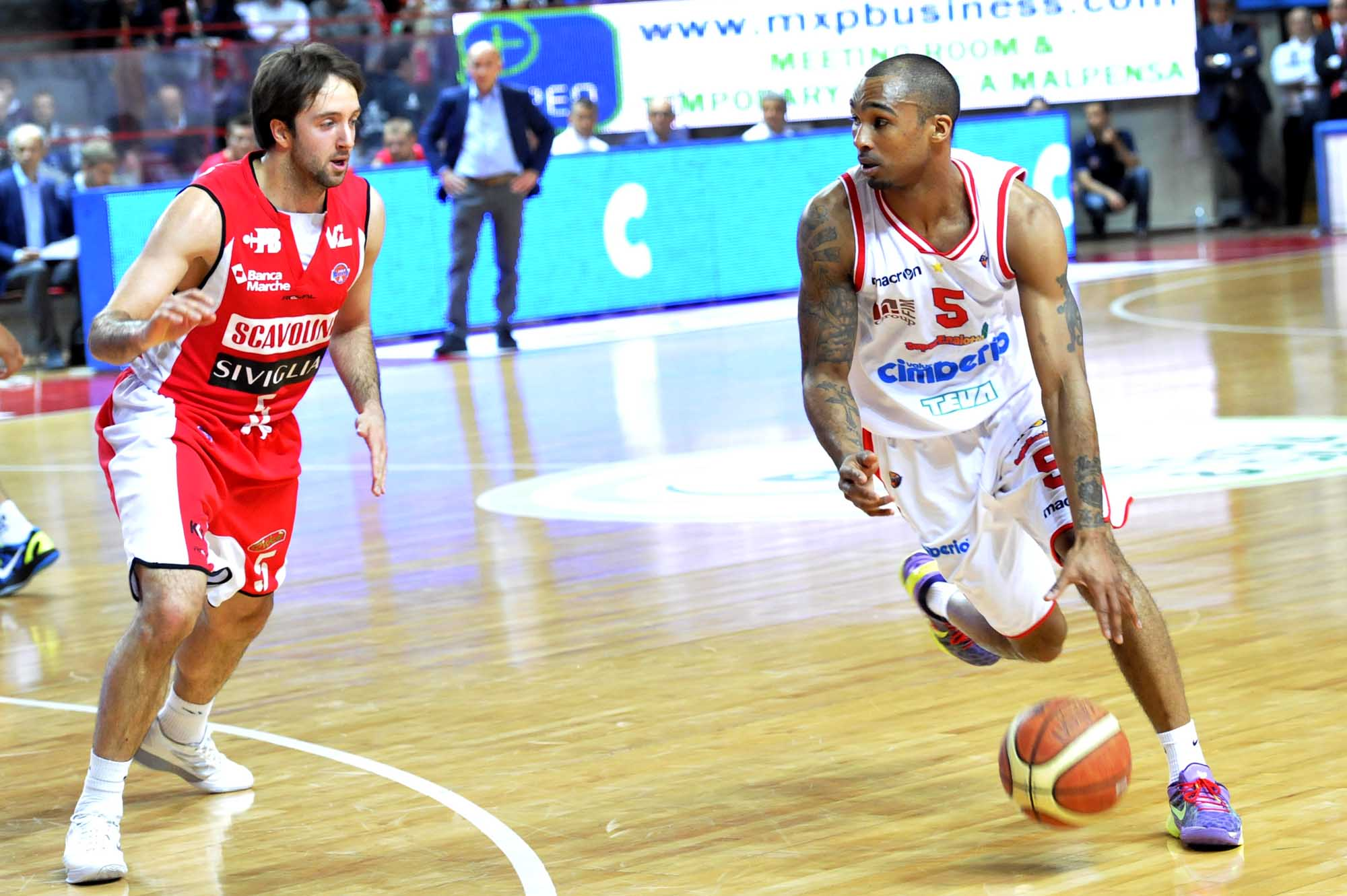
Goss (a destra) marcato da Daniele Cavaliero

Uscito nel 2005 dalla Drexel University, Goss vola in Europa andando a fare esperienza nel campionato olandese legandosi ai Giants di Bergen op Zoom.
Un anno più tardi approda nel massimo campionato turco con la chiamata del Beykozspor, con cui ha un rendimento di 13,9 punti e 4 assist di media a gara. Nel 2007-08 è di scena in Israele con la canotta dell'Ironi Ashkelon, ma scende in campo in una sola partita di campionato a causa di una frattura al naso. La possibile alternanza con il sostituto che nel frattempo la società aveva scelto durante il suo infortunio, lo induce a trasferirsi in Polonia nel febbraio del 2008 con l'ingaggio da parte dell'AZS Koszalin.
Nell'estate del 2008 firma un contratto annuale con il Basket Rimini Crabs, campionato di Legadue con cui registra medie pari a 18,2 punti e 4 palle recuperate a partita. Rimane in Legadue anche nella stagione successiva trasferendosi allo Scafati Basket: le statistiche lo incoronano come secondo miglior marcatore del campionato con i suoi 21,2 punti di media e come miglior tiratore da tre, frutto del suo 44,9% dall'arco. Anche grazie a queste prestazioni viene chiamato dalla Pallacanestro Varese, squadra di Serie A che per la stagione 2010-11 gli affida il ruolo di playmaker titolare. Al suo primo anno nella massima serie viaggia a 14,9 punti e 3,8 assist di media a partita.
Dopo aver giocato la prima parte della stagione 2011-2012 in Francia all'ASVEL Lyon-Villeurbanne, nel marzo del 2012 ritorna alla Pallacanestro Varese per il finale di stagione.
Nell'estate del 2012 si trasferisce alla Virtus Roma. Al primo anno trascina i capitolini alle finali scudetto, poi perse contro la corazzata Montepaschi Siena, mentre al suo secondo anno di permanenza (in cui eredita il ruolo di capitano da Luigi Datome) la squadra arriva fino alle semifinali perse anche in questo caso contro Siena.
Nel 2014 viene chiamato dalla Reyer Venezia, rimanendovi per due anni trascorsi anche in questo caso con i gradi di capitano. In questo biennio la sua squadra arriva per altre due volte a disputare le semifinali scudetto, ma nel 2015-16 Goss è costretto a saltare i playoff per via di alcuni problemi fisici.
Nell'ottobre del 2016 firma un contratto di due mesi con la New Basket Brindisi, accordo che poi viene prorogato fino al termine della stagione.
La sua ultima parentesi da cestista è in Grecia, al PAOK Salonicco, con cui gioca tra il 2017 e il 2019 per poi ritirarsi dal basket giocato.
Dopo essersi ritirato, nel 2019 diventa assistente allenatore dei Capital City Go-Go, franchigia della NBA Development League.